# نقع باجعيم (الضليعة)

تعديل مصدري - تعديل

نقع باجعيم هي إحدى قرى عزلة الضليعة بمديرية الضليعة التابعة لمحافظة حضرموت، بلغ تعداد سكانها 28 نسمة حسب تعداد اليمن لعام 2004.